# Odontophrynus
Odontophrynus es un género de anfibios anuros de la familia Odontophrynidae. Se distribuye por el sur y este de América del Sur.

## Taxonomía
Odontophrynus fue descrito por Johannes Theodor Reinhardt y Christian Frederik Lütken en el año 1862, tomando como especie tipo Odontophrynus cultripes.
Se lo incluye en la familia Odontophrynidae, aunque su posición taxonómica no es muy clara pues algunos especialistas lo incorporan a la familia Cycloramphidae y anteriormente se hacía lo propio con Leptodactylidae. 
Especies
Este género está integrado por 12 especies:
- Odontophrynus achalensis di Tada, Barla, Martori & Cei, 1984
- Odontophrynus americanus (Duméril & Bibron, 1841)
- Odontophrynus barrioi Cei, Ruiz & Beçak, 1982
- Odontophrynus carvalhoi Savage & Cei, 1965
- Odontophrynus cordobae Martino & Sinsch, 2002
- Odontophrynus cultripes Reinhardt & Lütken, 1862
- Odontophrynus lavillai Cei, 1985
- Odontophrynus maisuma Rosset, 2008
- Odontophrynus monachus Caramaschi & Napoli, 2012
- Odontophrynus occidentalis (Berg, 1896)
- Odontophrynus reigi Rosset, Fadel, Guimarães, Santos, Ceron, Pedrozo, Serejo, dos Santos, Baldo, & Mângia, 2021[3]
- Odontophrynus salvatori Caramaschi, 1996